# Alberto Otárola
Luis Alberto Otárola Peñaranda (Huaraz, 12 de febrero de 1967) es un abogado y político peruano. Fue presidente del Consejo de Ministros desde diciembre de 2022 hasta el 5 de marzo del 2024, durante el gobierno de Dina Boluarte. Fue también ministro de Defensa, entre diciembre del 2011 y mayo del 2012, en el gobierno de Ollanta Humala, ocupando nuevamente el cargo en diciembre del 2022, en el gobierno de Boluarte.

## Biografía
Nació en la ciudad de Huaraz, el 12 de febrero de 1967. Es hijo del docente huaracino Saturnino Otárola Cáceres, quien fue director de las escuelas normales de Huari y Tingua. Su madre fue la maestra chacasina Olga Peñaranda Mazzini. Es hermano menor de Fredy Otárola, congresista entre 2006 y 2016.
Se graduó como abogado en la Universidad de San Martín de Porres de Lima en 1991 con la tesis denominada: El derecho internacional de los Derechos Humanos y su inserción en el sistema constitucional peruano. Realizó estudios de posgrado en la Pontificia Universidad Católica del Perú (PUCP). Además, estudió en el Instituto Interamericano de Derechos Humanos de Costa Rica el curso de especialización en derechos humanos.
Es socio fundador y abogado principal del Estudio Otárola & Priale Abogados SCRL, así como profesor principal de la Academia de la Magistratura y profesor de ESAN. Ha sido también profesor de la Universidad de Lima y de la Escuela Superior de Guerra de la Marina de Guerra del Perú.

## Trayectoria política
En las elecciones municipales de 1989, postuló como regidor del distrito de Miraflores por el Acuerdo Socialista de Izquierda (de Alfonso Barrantes) sin resultar elegido. Fue opositor del gobierno de Alberto Fujimori y fue parte del Partido Socialista Revolucionario (PSR) que era liderado por Enrique Bernales, a quien considera su mentor político. Fue asesor de la Comisión Especial de Estudios de la Violencia Política, jefe del Diario de los Debates y director legislativo del Senado de la República del Perú (1988-1992).
En las elecciones del año 1995 postuló al Congreso de la República por el partido Unión por el Perú de Javier Pérez de Cuéllar. Dieciséis años después, postuló nuevamente por Fuerza Social de Susana Villarán en las elecciones del año 2011.

### Gobiernos de Paniagua y Toledo
Fue nombrado agente del Estado ante la Corte Interamericana de Derechos Humanos (Corte IDH), durante el gobierno de transición de Valentín Paniagua en 2001 y durante el gobierno de Alejandro Toledo fue asesor del Ministerio de Defensa y de la Alta Dirección del Ministerio de Defensa, para el proceso de reestructuración del Ministerio y reforma de las Fuerzas Armadas, entre enero del 2002 y abril del 2003. Luego, pasó a ser viceministro de Asuntos Económicos y Administrativos del Ministerio de Defensa, entre mayo del 2003 y junio del 2004. Como viceministro, ante las críticas desatadas de sesgo contra los militares en el Informe Final de la Comisión de la Verdad y Reconciliación (CVR), Otárola declaró que dicho asunto estaba siendo analizado por el gobierno.

### Gobierno de Ollanta Humala

#### Ministro de Defensa
En agosto del 2011 fue nombrado viceministro de Orden Interno del Ministerio del Interior. El 10 de diciembre de 2011, al recomponerse el primer gabinete del presidente Ollanta Humala, fue nombrado ministro de Defensa.

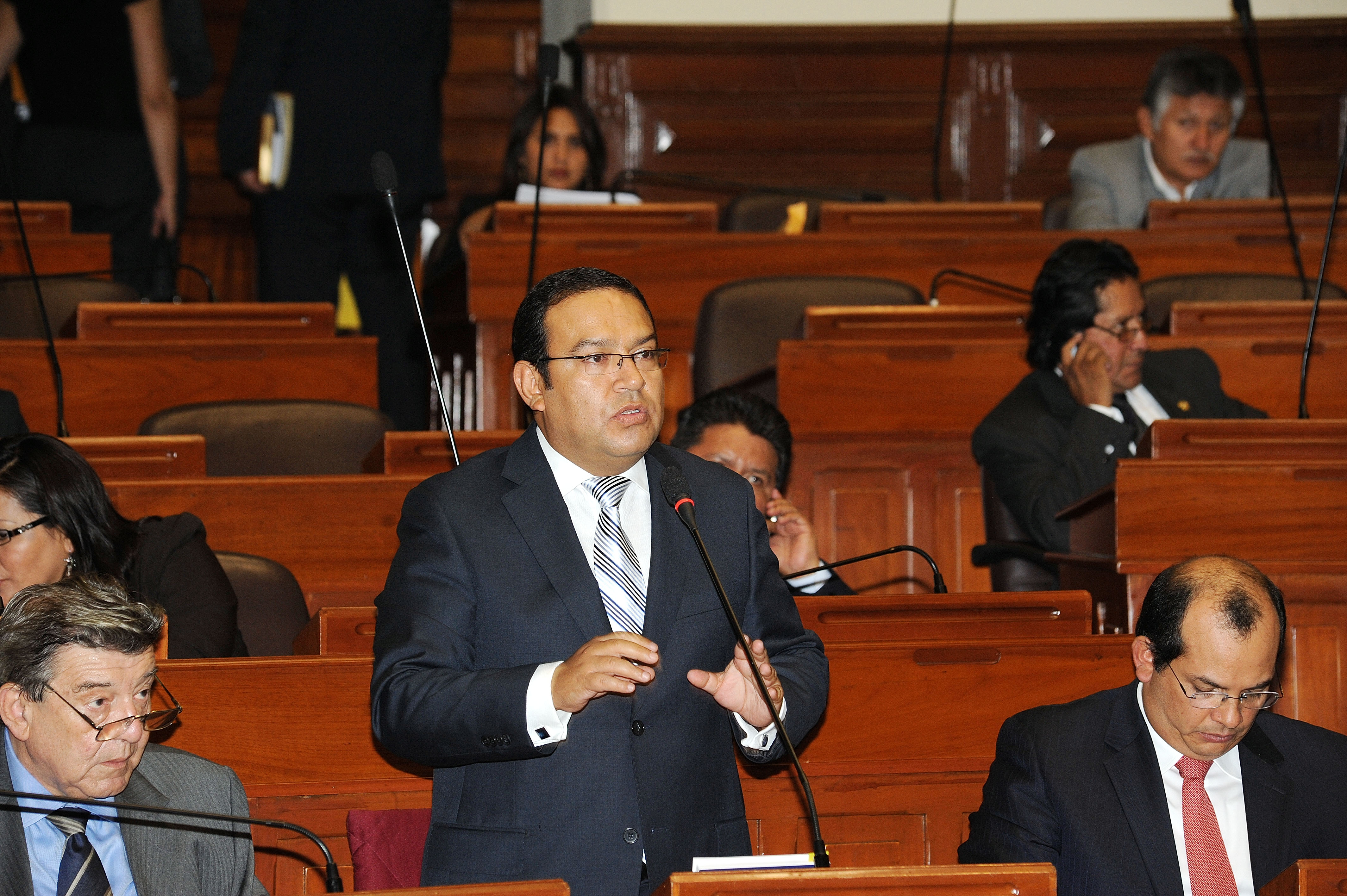
Otárola compareciendo en el Congreso de la República como ministro en 2012.

Debido a los resultados de la Operación Libertad, la opinión pública reaccionó adversamente e interpretó que los policías habían sido abandonados a su suerte. Por ello exigieron la renuncia del ministro del Interior, Daniel Lozada, y del ministro de Defensa, Alberto Otárola.
El 3 de mayo del 2012, en el pleno del Congreso se presentó la moción de censura contra Lozada y Otárola por «incapacidad, falta de liderazgo y estrategia». El 10 de mayo, ambos ministros presentaron su renuncia irrevocable, a fin de evitar la censura en el Congreso.

#### Director de Devida
Entre 2014 y 2016, Otárola fue director de Devida (Comisión Nacional para el Desarrollo y Vida sin Drogas), oficina gubernamental de fiscalización de drogas.
En abril del 2016, el Consejo Económico y Social de las Naciones Unidas nombró a Otárola como uno de los 13 miembros de la Junta Internacional de Fiscalización de Estupefacientes con un mandato empezando el 2 de marzo de 2017 y terminando el 1 de marzo de 2022.

### Elecciones del 2021
En las elecciones generales del año 2021, postuló tanto al Congreso de la República como a la segunda vicepresidencia de la República por el Partido Nacionalista Peruano de la mano del expresidente Ollanta Humala. En la segunda vuelta de dichas elecciones, Otárola pidió a la población votar por Pedro Castillo.

### Gobierno de Dina Boluarte

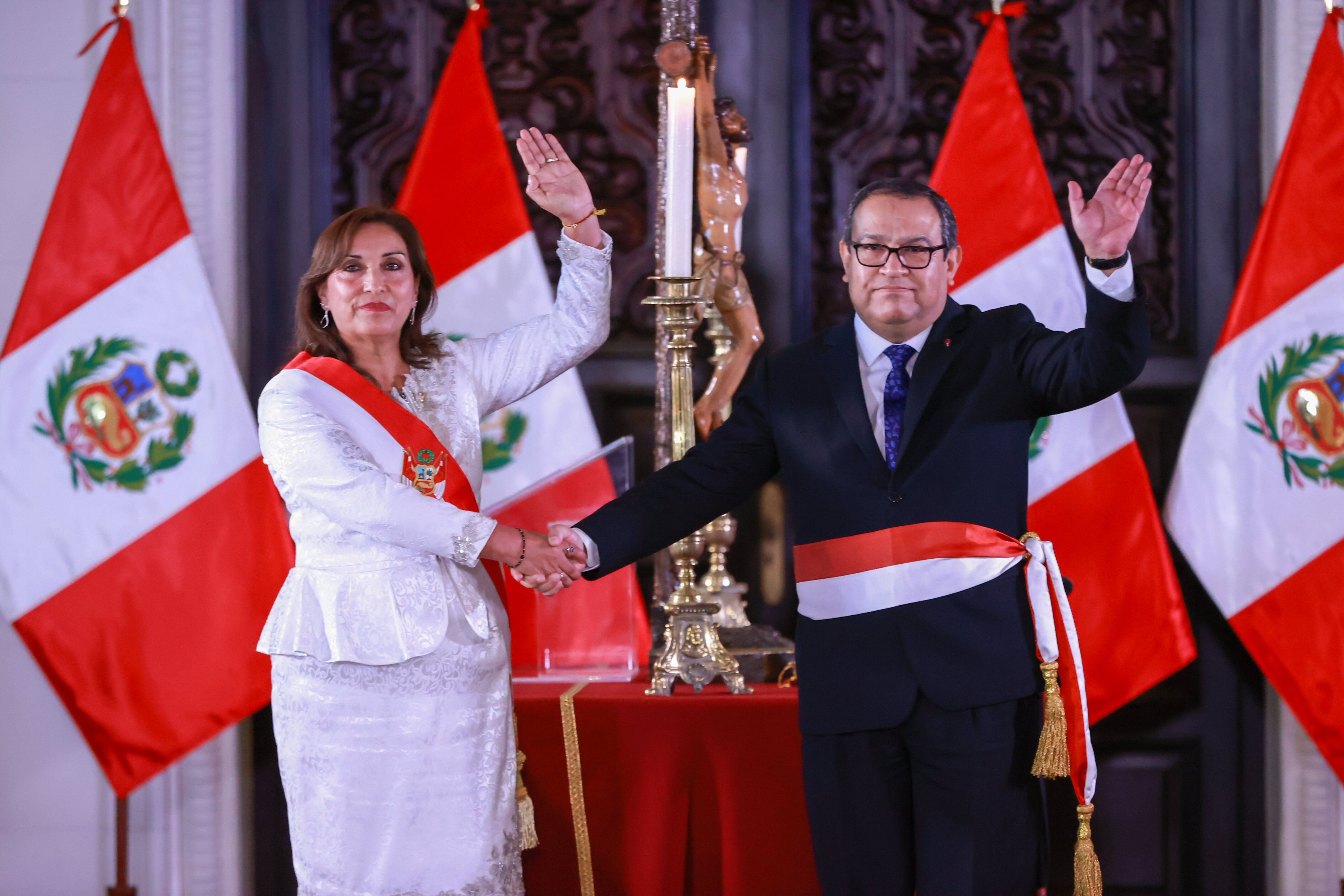
Otárola siendo posesionado por Dina Boluarte, en 2022.

#### Ministro de Defensa
El 10 de diciembre de 2022, fue nombrado por la presidenta Dina Boluarte, como ministro de Defensa del Perú. Desempeñó su cargo hasta el 21 del mismo mes, durante la cual se dieron las movilizaciones tras el intento de autogolpe de Estado de Pedro Castillo.

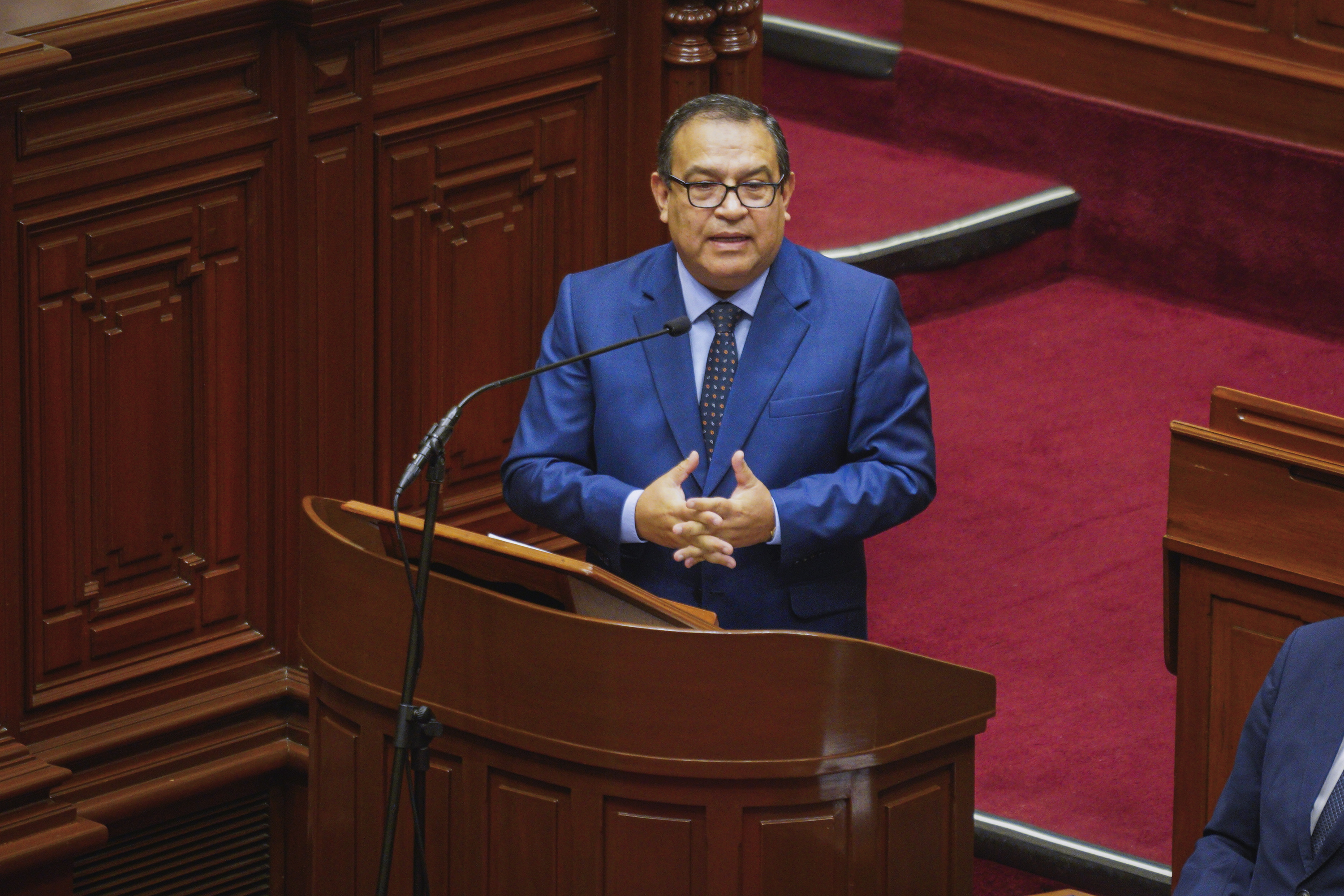
Otárola en el Congreso.

#### Presidencia del Consejo de Ministros
El 21 de diciembre del 2022, fue nombrado y posesionado por la presidenta Dina Boluarte, como presidente del Consejo de Ministros; tras una recomposición de gabinete.
El nuevo premier se caracterizó por rechazar tajantemente las exigencias de la renuncia de la presidenta, acusar reiteradas veces al expresidente Castillo de la crisis política y de azuzar a la población, además de anunciar «mano dura» contra los «violentistas que vienen creando caos» a lo largo del país. Otárola fue catalogado por algunos congresistas y por muchos manifestantes como el «responsable político directo de la militarización y las muertes». Debido al escándalo de Yaziré Pinedo, Otárola renunció en marzo del 2024.

## Controversias

### Operación Libertad
Durante su gestión como ministro de defensa en el gobierno de Humala se desarrolló la Operación Libertad, una operación destinada al rescate de trabajadores secuestrados por narcoterroristas senderistas. A pesar del saldo de 3 efectivos muertos y 10 heridos, la operación fue calificada de «impecable». Sin embargo, hubo dos desaparecidos, siendo luego uno de ellos encontrado muerto por su padre por su propia cuenta y el otro llegó herido por sus propios medios a un poblado. Los resultados obtenidos llevó a que se presente a Otárola una moción de censura. Posteriormente, Otárola renunciaría al cargo.

### Defensa de Félix Rosenberg
Como abogado, defendió a Félix Rosenberg, empresario dedicado al negocio de las tragamonedas, hecho que fue criticado debido a su nombramiento en Devida. Además, Otárola fue apoderado especial de la offshore panameña South and North of Denver INC, de Rosenberg.

### Defensa de Ollanta Humala y Nadine Heredia
Otárola asumió la defensa de Ollanta Humala y Nadine Heredia, involucrados en el Caso Odebrecht, haciendo que logren obtener su libertad luego de ser encarcelados. Otárola declararía ante los medios que no existía peligro de fuga de la expareja presidencial. Además, señaló que "sería una barbaridad y una especie de venganza si es que la Fiscalía vuelve a solicitar otra medida de restricción" contra sus defendidos y acusó al juez Richard Concepción Carhuancho de perder la objetividad. Ante la acusación presentada por el fiscal Germán Juárez contra sus defendidos, Otárola señaló que "[el fiscal] quiere condenar como en la inquisición. Como bien lo sostiene el fiscal [Rafael] Vela, no tienen pruebas, solo indicios. Acusación fiscal se caerá, como cayó infame prisión preventiva". Debido a los rumores de una posible postulación de Nadine Heredia en las elecciones del 2021, Otárola salió a desmentirla mencionando, además, que "la primera idea que estamos lanzando en estas elecciones" es la "necesidad de llevar a referéndum la Constitución de la dictadura de Fujimori". Señaló que sus defendidos eran inocentes y víctimas de una "persecución política" en su contra.

### Muertes durante la convulsión social de 2022-2023
Tanto él como Boluarte, Pedro Angulo, César Cervantes, Víctor Rojas y Jorge Chávez han sido denunciados penalmente ante la fiscalía el 10 de enero de 2023 por la congresista Ruth Luque por las 17 muertes civiles ocurridas en Puno durante las protestas de Juliaca de enero de 2023. La Fiscalía abrió diligencias preliminares contra él y la presidenta por su posible responsabilidad en las muertes de civiles aún por esclarecer.
El ministro Alberto Otárola negó la existencia de cualquier estrategia gubernamental fundamentada en acusaciones de vinculación con grupos terroristas, a pesar de las aparentes contradicciones en una de las actas de 2022 reveladas por el periodista Bruno Amoretti. Además señaló que los testimonios no lo sindicaban como responsable de las muertes en las protestas. En junio de 2023, afirmó que la responsabilidad de las muertes recaía en el expresidente Pedro Castillo Terrones; por su parte, ha sido apodado como «El Carnicero de los Andes» por sus opositores políticos aludiendo a dichas muertes.

### Escándalo Yaziré Pinedo
El programa Panorama reveló que cuando Otárola era ministro de defensa benefició a Yaziré Pinedo Vásquez, quien afirmó ser su amiga, con contratos en su sector con valor de 53 mil soles. También se reveló que Rosa Rivera, otra amiga de Otárola, acudió al despacho de Otárola cuando éste era primer ministro recibiendo, una semana después, dos contratos con el Estado con un valor de 54 mil soles. Otras mujeres señaladas como las «amigas de Otárola» fueron Geidy Meléndez Arista, con la cual Otárola se reunió 3 veces (presentándose Meléndez como representante del Gobierno Regional de Amazonas y la Federación Peruana de Fútbol) obteniendo contratos con el Estado por 40 mil soles; Gianella Raida Solorzano Pariasca, que tras una reunión, reportada por Infobae, consiguió una orden de servicio por el valor de 28 mil soles con el MINSA; Amelia Altamirano Aguirre, que consiguió una orden de servicio por 36 mil soles;  y las abogadas Sandra Inés Ramírez Méndez, Nathaly Torres López y Grace Fernández Ortega. Otros señalado como beneficiado con las órdenes de servicio fue el periodista Elmer Olortegui Ramírez.
El 3 de marzo de 2024 Panorama difundió un audio de Alberto Otárola solicitando documentos a Yaziré Pinedo para ser contratada. Esto originó un escándalo en Palacio de Gobierno que derivó en una orden de la presidenta Dina Boluarte para que Otárola regrese al Perú desde Canadá, país al cual acudió en visita oficial. Según se rumoreó, la salida de Otárola del cargo de premier era inminente.
El 4 de marzo, en una entrevista para Canal N, Pinedo confirmó que tuvo una relación efímera con Otárola en el 2021 y afirmó que la conversación difundida por Panorama databa de enero de aquel mismo año, cuando Otárola no era funcionario público, además de reconocer que tuvo una reunión con Otárola en su despacho en diciembre del 2022 y que seguía teniendo una relación de amistad con él. Según Pinedo, obtuvo dichos contratos «por una recomendación del señor [Jorge] Chávez [Cresta]» gracias a «la influencia del señor César Roberto Figueredo Muñoz... mano derecha de [Martín] Vizcarra». Pinedo declaró que la difusión del audio, que señaló era un video de 15 minutos, era un presunto complot de Vizcarra y el hermano de Boluarte, Nicanor. En el programa Beto a Saber, Pinedo declaró que «todo está orquestado... para sacar al señor Alberto Otárola del puesto» y que Figueredo le llamó por Signal diciéndole que "Nicanor ha estado ofreciendo 200 mil dólares por sacar lo que yo, en su momento, tenía. Si el señor Alberto Otárola salía del premierato, el señor Nicanor Boluarte podía meter a su gente. Se ha armado un complot». Además, declaró que tuvo una relación con Figueredo, mostró conversaciones por WhatsApp en donde Figueredo le decía sobre vender el video con Otárola y acusó a Figueredo de grabar el audio del video cuando ella acudió hacia él como su abogado. Ante dichas afirmaciones, tanto Chávez, Vizcarra y Figueredo negaron tales declaraciones. Ante las acusaciones de Pinedo de una edición del audio, Marco Vásquez, director periodístico de Panorama, declaró que «el audio no está editado, ya pasó por un especialista», además de mencionar que el audio era de cuando Otárola ejercía funciones ministeriales. Debido al escándalo, Otárola acabaría renunciando al puesto.
Meses después, en noviembre de ese año, Pinedo hizo públicas varias grabaciones de su relación sentimental con Otárola. En una entrevista para Panorama, aseguró que personas cercanas al gobierno la habían coaccionado para ocultar esta relación y que, en varias ocasiones, había recibido presiones directas para «limpiar» la imagen pública del político.

### Creación de puesto dedicado a pariente de Otárola
Entre febrero del 2023 y enero del 2024, Jaime Consiglieri Flores, yerno de Otárola Peñaranda, obtuvo contratos en el Organismo Técnico de la Administración de los Servicios de Saneamiento (OTASS). Comenzó a contratar con esta entidad con órdenes de servicio valorizados por S/. 76.000 y luego ganó un proceso de contratación CAS para laborar en la oficina de Recursos Humanos, en un cargo que no existía en esa área antes que asumiera el primer ministro.

### Supuesto ocultamiento de la carta de la OCDE
En junio de 2024, el Colegio de Abogados de Lima denunció, ante el Consejo de Ética de la institución, que Alberto Otárola había ocultado una carta de la Organización para la Cooperación y el Desarrollo Económicos. En esa carta, el director de la organización internacional solicitó a Otárola que el Congreso de la República anule el proyecto de ley que modifica el proceso de colaborador eficaz.

## Publicaciones
- La Constitución explicada (ICS Editores, dos ediciones, 135 páginas).
- Democracia y corrupción en el Perú (Fundación Hans Seidel, una edición, 123 páginas).
- Reelección presidencial y derecho de referéndum (Fundación Hans Seidel, una edición, 344 páginas).
- La Constitución de 1993. Estudio y reforma a quince años de su vigencia (353 páginas).